# برماجة
برماجة قرية سوريّة تتبع إداريّاً لمحافظة حلب منطقة عفرين ناحية معبطلي، بلغ تعداد سكانها 375 نسمة حسب التعداد السكاني لعام 2004.